# Strabokran

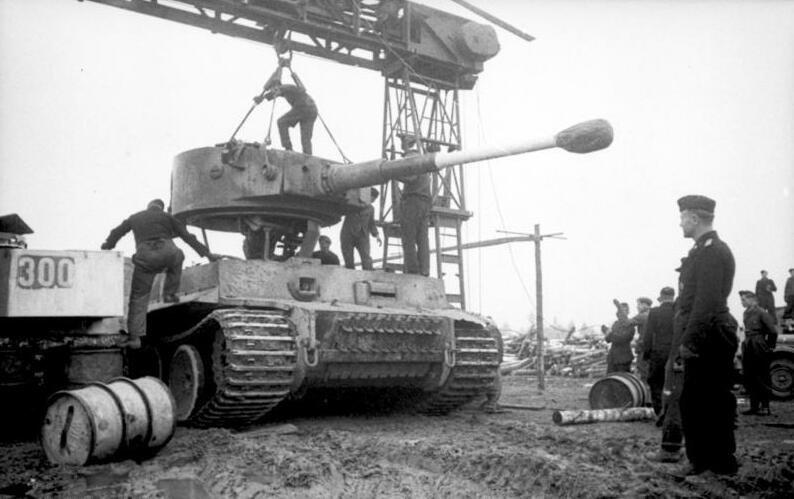
Reparatie van een Tiger I in Rusland m.b.v. de kraan, januari 1944

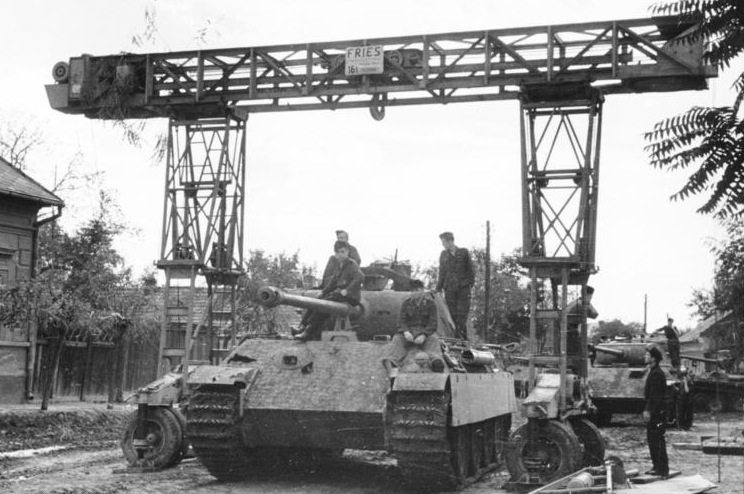
De kraan in gebruik bij een Panther, Oostfront, augustus 1944

De Strabokran was een mobiele Straßenbockkran (portaalkraan), die door de tankreparatie eenheden van de Wehrmacht in de Tweede Wereldoorlog werd gebruikt.
Het bedrijf J.S. Fries Sohn in Frankfurt am Main ontwikkelde de Strabokran voor het uitbreken van de oorlog. Er waren drie varianten, die varieerden in tilvermogen van 15, 16 en 20 ton en verschillende bouwjaren. Tot het einde van de oorlog werden er ongeveer 100 gebouwd, sommige ook onder licentie door de firma Stratenwerth in Duisburg
De Strabokran was opvouwbaar. Transport werd verzorgd door halfrupsvoertuigen (Sd.Kfz. 8 of Sd.Kfz. 9) en de Strabokran fungeerde dan als aanhangwagen. De Strabokran beschikte over 2 assen met dubbele wielen. Op de plaats van bestemming werd de Strabokran dan door een tiental soldaten in 20 minuten opgezet. De “torenpoten” van de kraan schaarden en werden omhoog gedraaid met een mechanische lier in elke toren. In het portaal zat een de hoofdlier, die bediend werd door een 10 pk elektromotor die aan één zijde zat. Maar zonder stroom kon hij ook handmatig bediend worden d.m.v. kettingen.
Afmetingen van de Strabokran:
- Lengte: 14,63 m
- Breedte: 2,25 m
- Hoogte: 6,90 m
- Gewicht: 7825 kg

De Strabokran werd ingezet op het moment dat de Duitsers steeds meer zwaardere tanks gingen inzetten. De bestaande kranen hadden hiervoor te weinig tilvermogen. De Stabokran werd dan ook eigenlijk alleen ingezet bij tankeenheden  die uitgerust waren met de Panther, Tiger I en II en Ferdinand/Elefant.
Vanaf 1944 werd de Strabokran ook ingezet bij de Division zur Vergeltung bij het omgaan met de V2 raket. De raket werd dan door de Strabokran van de zogeheten Vidalwagen op de Meillerwagen (lanceerwagen) gezet. Deze procedure vond meestal in een bos of park plaats om zo veel mogelijk camouflage te hebben tegen de geallieerde jachtvliegtuigen.